# Élections étatiques de 2021 dans le Yucatán
Les élections étatiques de 2021 dans le Yucatán se tiennent le 6 juin 2021, afin d'élire les 25 membres du congrès étatique de l’État de Yucatán, pour un mandat de trois ans.

État de Yucatán.

## Mode de scrutin
Le Congrès d'État de Yucatán est constitué de 25 députés, élus selon un système mixte. 15 députés sont élus au scrutin uninominal majoritaire à un tour dans autant de circonscriptions, tandis que les 10 députés restants sont élus au scrutin proportionnel plurinominal. Les électeurs n'ont cependant qu'un seul vote.

## Résultats
|                                       |                                              |                                              |           |       |       |               |               |    |               |               |  |  |  |  |
| Parti                                 | Parti                                        | Parti                                        | Voix      | %     | +/-   | C             | +/−           | L  | Total         | +/-           |  |  |  |  |
|                                       |                                              | Parti action nationale (PAN)                 | 365 954   | 35,51 | 4,12  | 14            | 11            | 0  | 14            | 8             |  |  |  |  |
|                                       | Parti de la révolution démocratique (PRD)    | 29 446                                       | 2,86      | 0,17  | 0     | en stagnation | 1             | 1  | en stagnation |               |  |  |  |  |
|                                       | Parti nouvelle alliance (PNA)                | 22 284                                       | 2,16      | 0,11  | 0     | en stagnation | 1             | 1  | en stagnation |               |  |  |  |  |
| Total coalition C'est pour le Yucatán | Total coalition C'est pour le Yucatán        | 417 684                                      | 40,54     | 3,85  | 14    | 11            | 2             | 16 | 8             |               |  |  |  |  |
|                                       | Mouvement de régénération nationale (MORENA) | Mouvement de régénération nationale (MORENA) | 258 259   | 25,06 | 4,05  | 1             | en stagnation | 3  | 4             | en stagnation |  |  |  |  |
|                                       | Parti révolutionnaire institutionnel (PRI)   | Parti révolutionnaire institutionnel (PRI)   | 233 010   | 22,61 | 10,68 | 0             | 10            | 3  | 3             | 7             |  |  |  |  |
|                                       | Mouvement citoyen (MC)                       | Mouvement citoyen (MC)                       | 34 989    | 3,39  | 1,29  | 0             | 1             | 1  | 1             | 1             |  |  |  |  |
|                                       | Parti vert écologiste du Mexique (PVEM)      | Parti vert écologiste du Mexique (PVEM)      | 31 890    | 3,09  | 0,43  | 0             | en stagnation | 1  | 1             | en stagnation |  |  |  |  |
|                                       | Parti du travail (PT)                        | Parti du travail (PT)                        | 18 575    | 1,80  | 0,43  | 0             | en stagnation | 0  | 0             | en stagnation |  |  |  |  |
|                                       | Parti du combat solidaire (PES)              | Parti du combat solidaire (PES)              | 15 807    | 1,53  | 0,50  | 0             | en stagnation | 0  | 0             | en stagnation |  |  |  |  |
|                                       | Force pour le Mexique (FxM)                  | Force pour le Mexique (FxM)                  | 14 939    | 1,45  | Nv.   | 0             | en stagnation | 0  | 0             | en stagnation |  |  |  |  |
|                                       | Réseaux sociaux progressistes (RSP)          | Réseaux sociaux progressistes (RSP)          | 5 253     | 0,51  | Nv.   | 0             | en stagnation | 0  | 0             | en stagnation |  |  |  |  |
|                                       |                                              |                                              |           |       |       |               |               |    |               |               |  |  |  |  |
| Suffrages exprimés                    | Suffrages exprimés                           | Suffrages exprimés                           | 1 030 406 | 97,81 |       |               |               |    |               |               |  |  |  |  |
| Votes nuls                            | Votes nuls                                   | Votes nuls                                   | 23 087    | 2,19  |       |               |               |    |               |               |  |  |  |  |
| Total                                 | Total                                        | Total                                        | 1 053 493 | 100   | -     | 15            | en stagnation | 10 | 25            | en stagnation |  |  |  |  |
| Abstention                            | Abstention                                   | Abstention                                   | 606 571   | 36,54 |       |               |               |    |               |               |  |  |  |  |
| Inscrits/Participation                | Inscrits/Participation                       | Inscrits/Participation                       | 1 660 064 | 63,46 |       |               |               |    |               |               |  |  |  |  |